# Вастлавьи

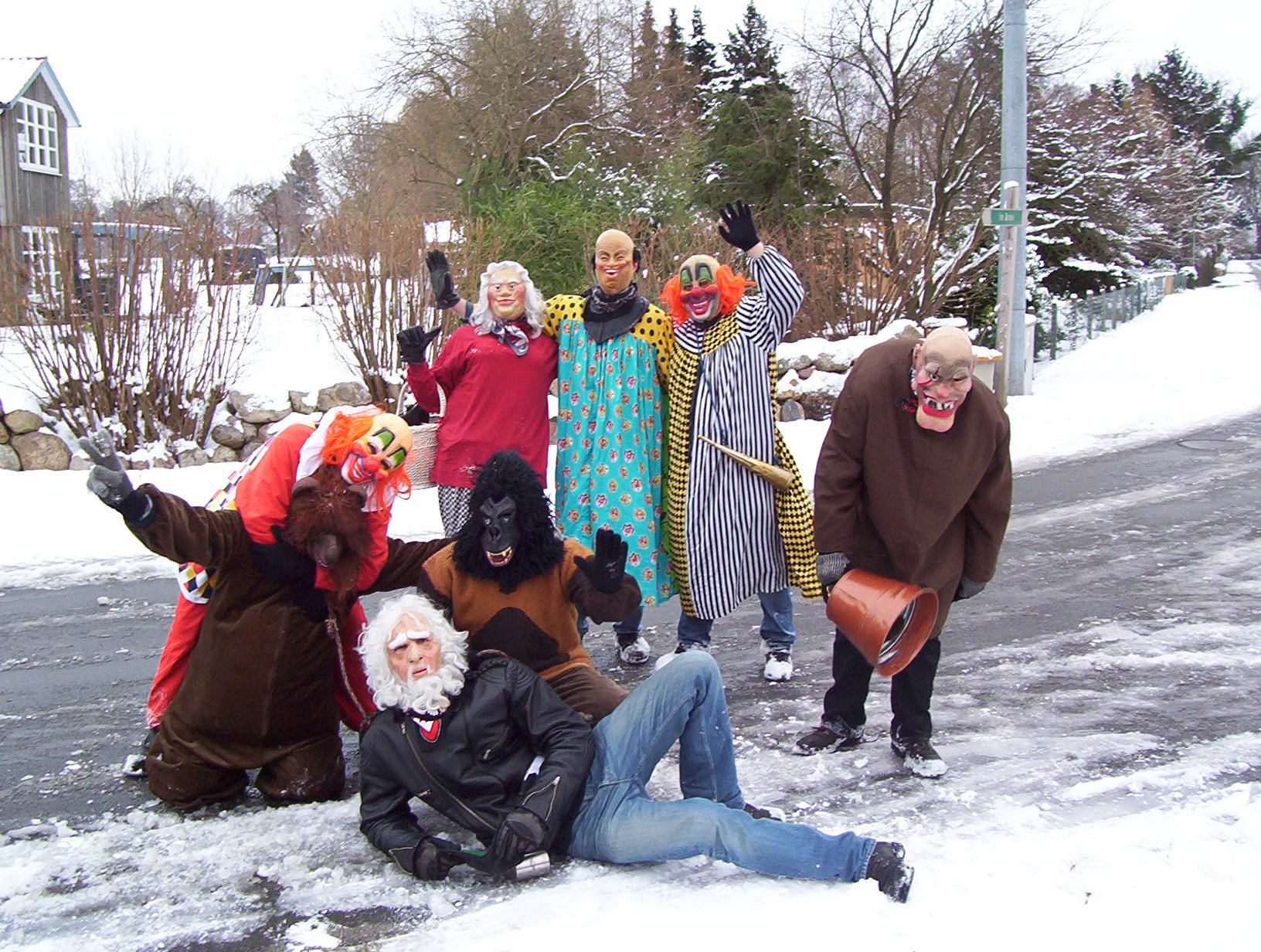
Ряженые. Северная Германия, 2011

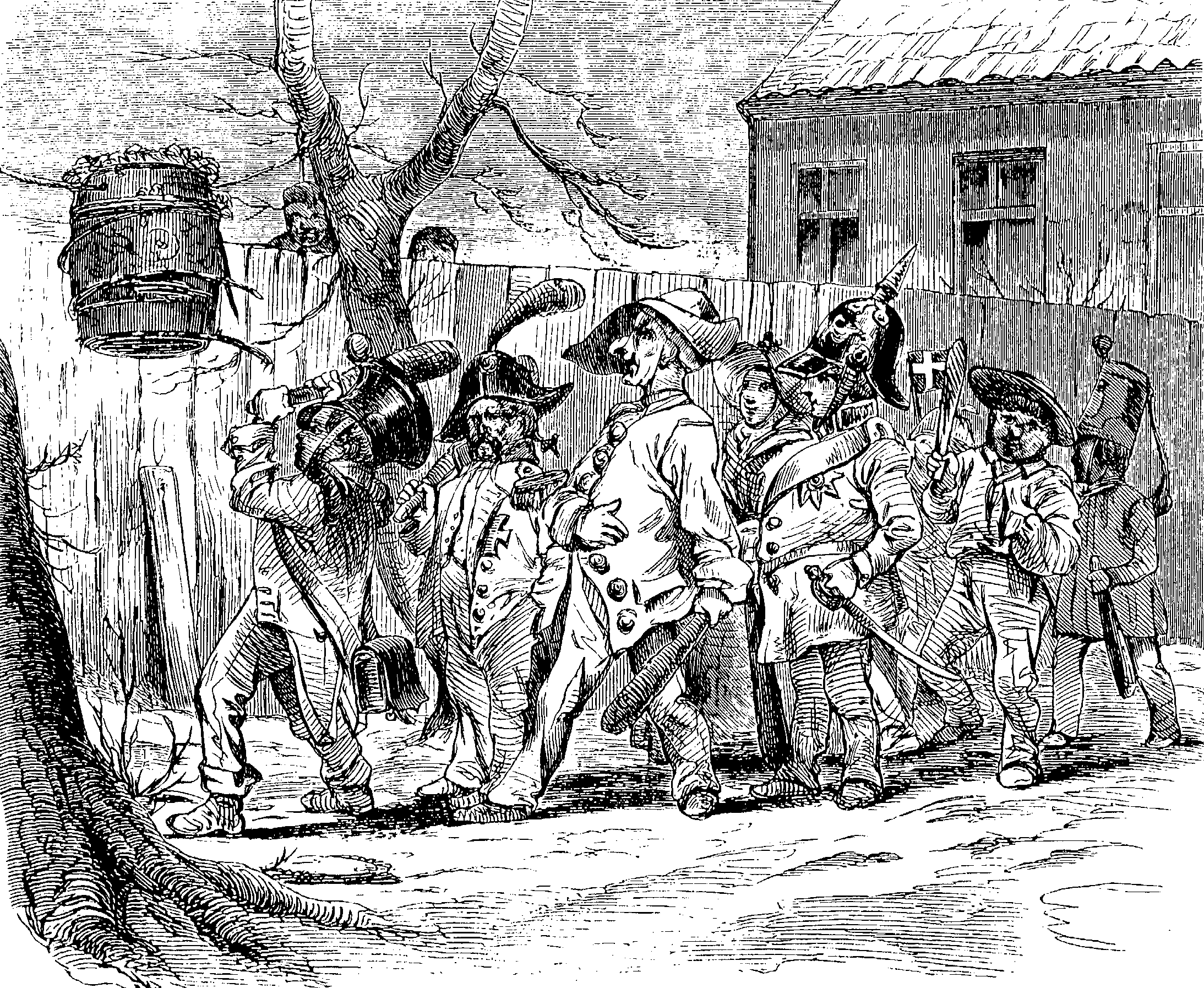
Разбивание бочки с кошкой. Дания, XIX век.

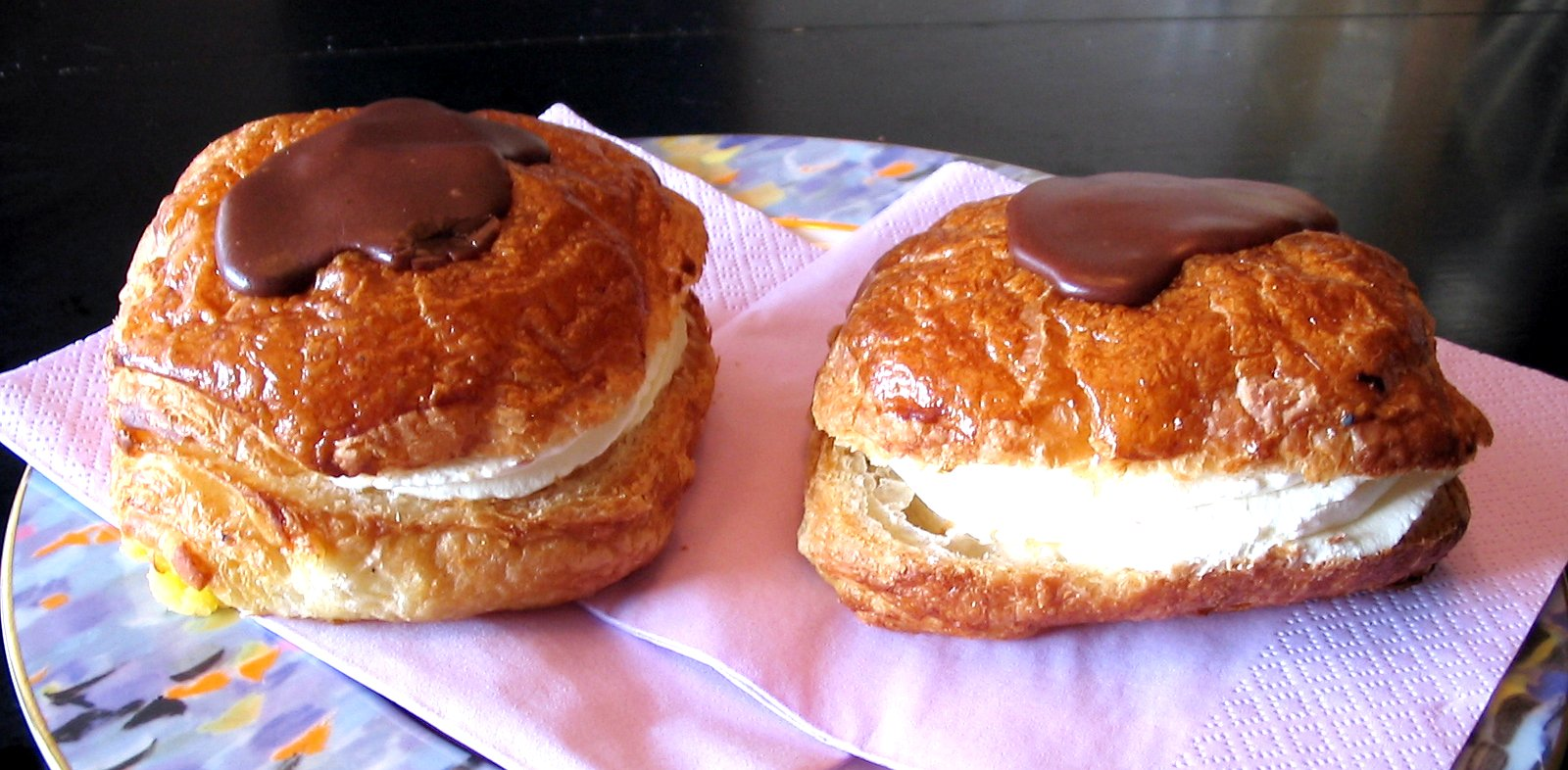
Праздничная сдобная булочка с начинкой и кремом

Вастлавьи (дат. fastelavn) — скандинавское название Карнавала перед Великим постом, который проводится в воскресенье или понедельник накануне Пепельной среды. Помимо скандинавских стран, название распространено в Северной Германии и Северной Прибалтике.

## Название
Название праздника заимствовано в старо-датский язык из ср.-нижн.-нем. vastel-āvent «вечер накануне поста».
Из датского слово было заимствовано в другие языки региона: дат. fastelavn, нем. faslam, эст. vastlapäev, латыш. vastlāvji.

## Праздник в Латвии, Литве и Эстонии
Данный праздник, напоминающий русскую Масленицу, праздновали «Братство Черноголовых» и главные гильдии города в Риге, а также ливы в Курземе. В остальной же Латвии он известен под названием Метени, а в Литве под названием Узговенье. В Эстонии праздник Вастлапяев похож на Масленицу, однако отсутствует сжигание чучела и поедание блинов.